# Nöpauer Máté
Nöpauer Máté (Bécs, 1719 körül – Buda, 1792. szeptember) építőmester, 1789-ben budai céhmester.
Egyes forrásokban Nöpauer Mátyás Máté, Nepauer Mátyás Máté vagy Nepauer Mátyás alakban szerepel a neve.

## Életpályája
Hamon Kristóf építőmester 1748-ban bekövetkezett halála után feleségül vette annak özvegyét, és átvette Hamon befejezetlen munkáit: annak fiával, Hamon Jánossal együtt 1762-ben befejezte a budai vízivárosi Szent Anna-templom (Batthyány tér), majd 1768-ban az újlaki plébániatemplom építését.

## Művei
Saját tervei alapján építette az alábbi, Budán vagy egyéb, a Duna jobb oldalán látható épületeket:
- a Erdődy-palotát (1750),
- a tabáni Szent Katalin-plébániatemplom tornyát, homlokzatát (1750–53) és szentélyrészeit,
- az II. kerületi Fő utcai Szent Flórián-templomot (1759–1760),
- a Budapest Országúti Szent István első vértanú templomot (1752–70),
- a régi budai városháza rokokó lépcsőházát és nyugati szárnyát,
- a pilisszentiváni római katolikus Szűz Mária, az Isteni Gondviselés Anyja-templomot.